# Cantón de Morteaux-Coulibœuf
El cantón de Morteaux-Coulibœuf era una división administrativa francesa, que estaba situada en el departamento de Calvados y la región de Baja Normandía.

## Composición
El cantón estaba formado por veinte comunas:
- Barou-en-Auge
- Beaumais
- Bernières-d'Ailly
- Courcy
- Crocy
- Épaney
- Ernes
- Fourches
- Jort
- Le Marais-la-Chapelle
- Les Moutiers-en-Auge
- Louvagny
- Morteaux-Coulibœuf
- Norrey-en-Auge
- Olendon
- Perrières
- Sassy
- Vendeuvre
- Vicques
- Vignats

## Supresión del cantón de Morteaux-Coulibœuf
En aplicación del Decreto n.º 2014-160 de 17 de febrero de 2014, el cantón de Morteaux-Coulibœuf fue suprimido el 22 de marzo de 2015 y sus 20 comunas pasaron a formar parte; diecinueve del nuevo cantón de Falaise y una del nuevo cantón de Livarot.